# Ákos Kertész
Ákos Kertész (n. 18 iulie 1932, Budapesta, Regatul Ungariei – d. 7 decembrie 2022, Montréal, provincia Québec, Canada) a fost un scriitor maghiar.